# Lahore
Lahore (Urdu: لاہور, Punjabi: لہور) là thủ phủ tỉnh Punjab, và là thành phố đông dân thứ hai ở Pakistan (sau Karachi), cũng được biết đến là Những khu vườn của các Mughal hay Thành phố vườn, đặt tên theo các di sản phong phú đáng kể của Đế quốc Mughal. Thành phố nằm gần sông Ravi và biên giới Ấn Độ, Wagah.
Do thành phố Lahore có lịch sử phong phú, các công trình kiến trúc của Mughal và thuộc địa vẫn còn được bảo quản như thời kỳ rực rỡ của nó. Các kiến công trình kiến trúc thời Mughal như: Nhà thờ Hồi Giáo Badshahi, Pháo đài Lahore, các khu vườn Shalimar và các lăng của Jehangir và Nur Jehan. Các tòa nhà được xây dựng thời thuộc địa Anh như tòa nhà Tòa án thượng thẩm Lahore, Bưu điện và nhiều trường đại học khác vẫn giữ kiến trúc theo phong cách Mughal-Gothic.
tiếng Punjabi là ngôn ngữ của tỉnh này, được nói rộng rãi ở Lahore, dù tiếng Urdu và tiếng Anh cũng là ngôn ngữ phổ biến của thế hệ trẻ. Theo thống kê năm 2006, dân số của Lahore ước đạt 10 triệu người, đông thứ 2 sau Karachi, lớn thứ 5 Nam Á và thứ 23 trong các thành phố lớn nhất thế giới.

## Lịch sử

### Lahore cổ đại
Theo truyền thuyết, Lahore được đặt tên theo vua Lav (con trai của thần Hindu Rama) người đã được cho là cai trị Lahore từ thời cổ; thành phố Kasur ở phía Nam được đặt tên theo người em sinh đôi của ông là Kush. 
Ptolemy, nhà địa lý và nhà thiên văn học nổi danh đã việt trong tác phẩm địa lý học của mình - tác phẩm được nhiều hậu duệ làm sách giáo khoa. Ông đã thành công rực rỡ ở Alexandria năm 139 sau Công Nguyên; và có bằng chứng ông vẫn còn sống năm 161 Công Nguyên. Trong tác phẩm địa lý của mình, ông đã đề cập đến một thành phố gọi là Labokla, nằm ở trên con đường giữa Indus và Palibothra, hoặc Pataliputra (Patna), trong một đất nước nằm trên con đường gọi là Kasperia (Kashmir), được miêu tả là kéo dài dọc các sông Bidastes (Jhelum), Sandabal hoặc Chandra Bhaga (Chenab), và Adris (Ravi).
Tài liệu ghi chép cổ nhất có tính xác thực cao của kỷ nguyên trước Hồi Giáo về Lahore được viết bởi một nhà văn vô danh năm 982 Công Nguyên gọi là Hudud-i-Alam, đang nằm ở bảo tàng Anh. Tác phẩm này được dịch qua tiếng Anh và xuất bản ở Lahore năm 1927. Trong tác phẩm này, Lahore được nhắc đến là một  'shahr' nhỏ - thị xã - với "các ngôi đền ấn tượng, các chợ lớn và các vườn cây ăn trái". Nó chỉ ra "hai chợ lớn xung quanh đó có dân sinh sống", và "các tường đất bao bọc xung quanh hai khu dân cư này và làm chúng thành một".

### Thời kỳ đầu Hồi giáo

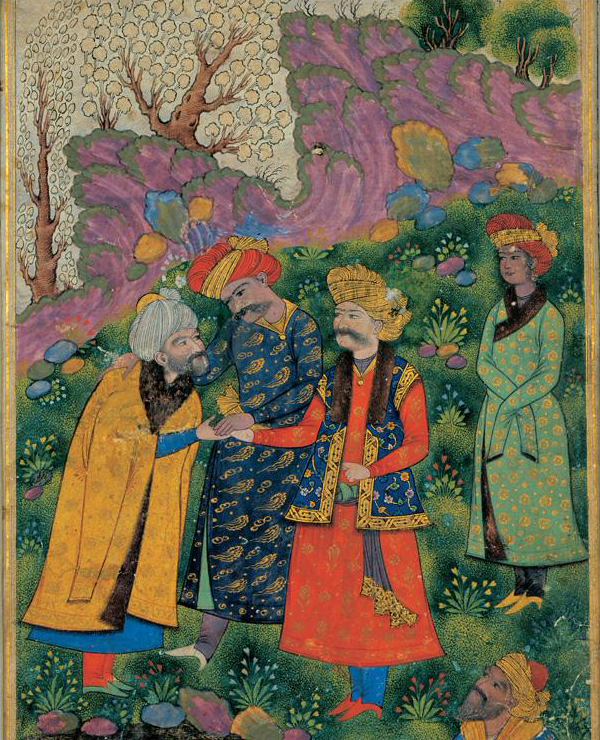
Mahmud and Ayaz
The Sultan is to the right, shaking the hand of the sheykh, with Ayaz standing behind him. The figure to his right is Shah Abbas I who reigned about 600 years later.
Tehran Museum of Contemporary Art, Tehran

Có rất ít tài liệu ghi chép về Lahore cho đến khi nó bị vua Mahmud của Ghazni chiếm giữ vào thế kỷ X. Trong năm 1021, Mahmud đã đưa Ayaz lên ngai vàng, biến Lahore thành kinh đô của Đế quốc Ghaznavid. Malik Ayaz, con trai của Aymáq Abu'n-Najm, là một Người Turkic nô lệ đã nổi lên hành quan chức và một vị tướng của quân đội vua Mahmud của Ghazni (cũng gọi là Mahmud Ghaznavi).
Năm 1021, quốc vương Mahmud của Ghazni đã nâng Ayaz lên ngôi vua, ban thưởng cho ông ngai vàng của Lahore, mà hoàng đế đã lấy lại được sau một thời gian bị bao vây lâu dài và chiến đấu ác liệt làm cho thành bị đốt và giảm dân số. Là thống đốc Hồi Giáo đầu tiên của Lahore, ông đã cho xây lại và tăng dân số thành phố lên. Ông cũng cho xây thành lũy, pháo đài trên tàn tích của công trình cũ trong giai đoạn 1037-1040 và các cổng thành. Pháo đài Lahore hiện nay được xây trên vị trí cũ Dưới thời cai trị của ông, thành phố đã trở thành một trung tâm thi ca, học thuật và văn hóa.
Sau khi Đế quốc Ghaznavid sụp đổ, Lahore được cai trị bởi nhiều triều đại Hồi Giáo như Delhi Sultanate bao gồm Khiljis, Tughlaq, Sayyid, Lodhi và Sur. Khi  Sultan Qutb-ud-din Aybak lên ngôi năm 1206 ở đây, ông đã trở thành vua Hồi Giáo đầu tiên của tiểu lục địa. Mãi đến năm 1524, Lahore mới trở thành một phần của Đế quốc Mughal.

### Kỷ nguyên Mughal

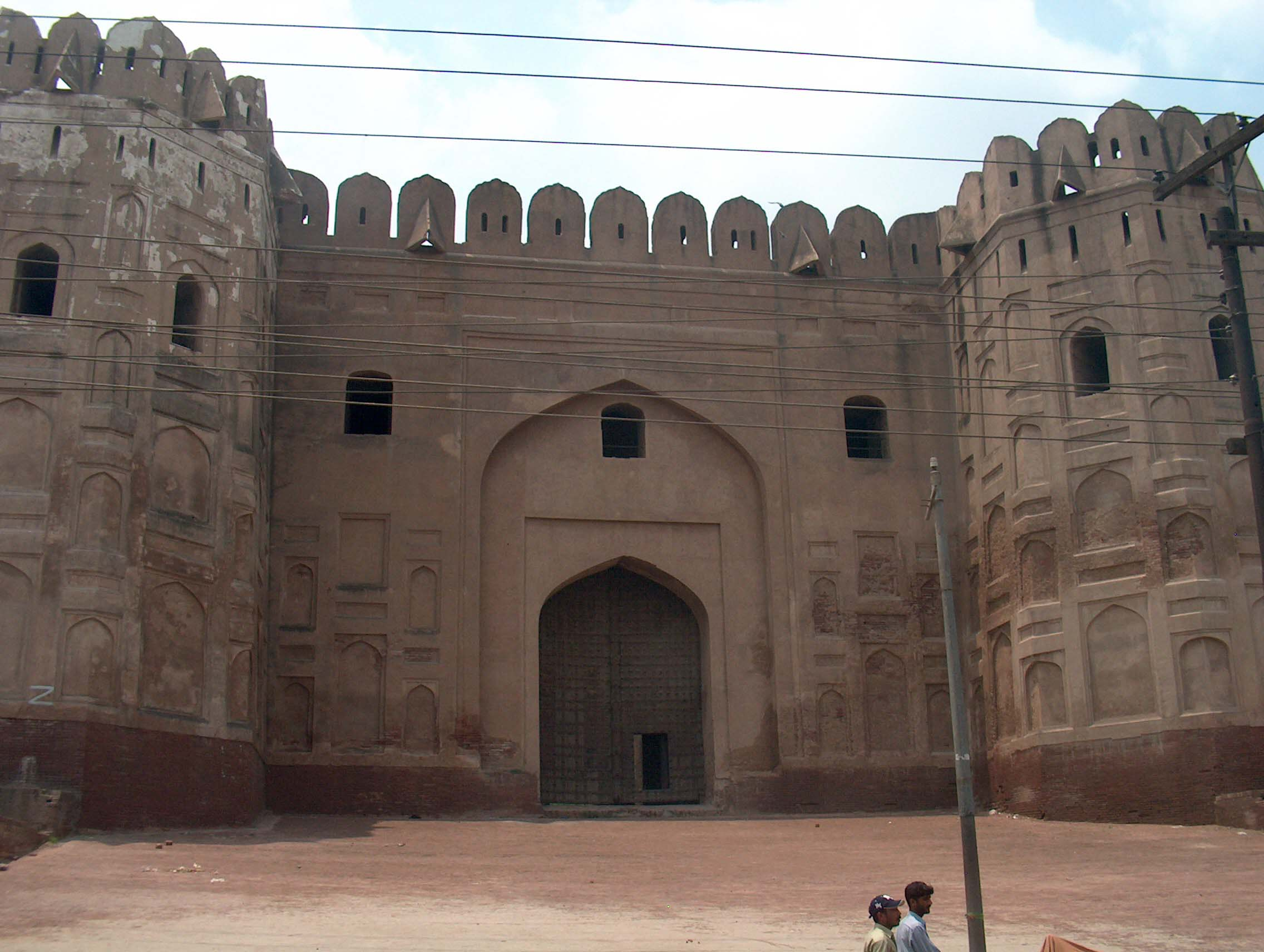
Roshnai Gate - Original Gate built by Mughal emperor Akbar.

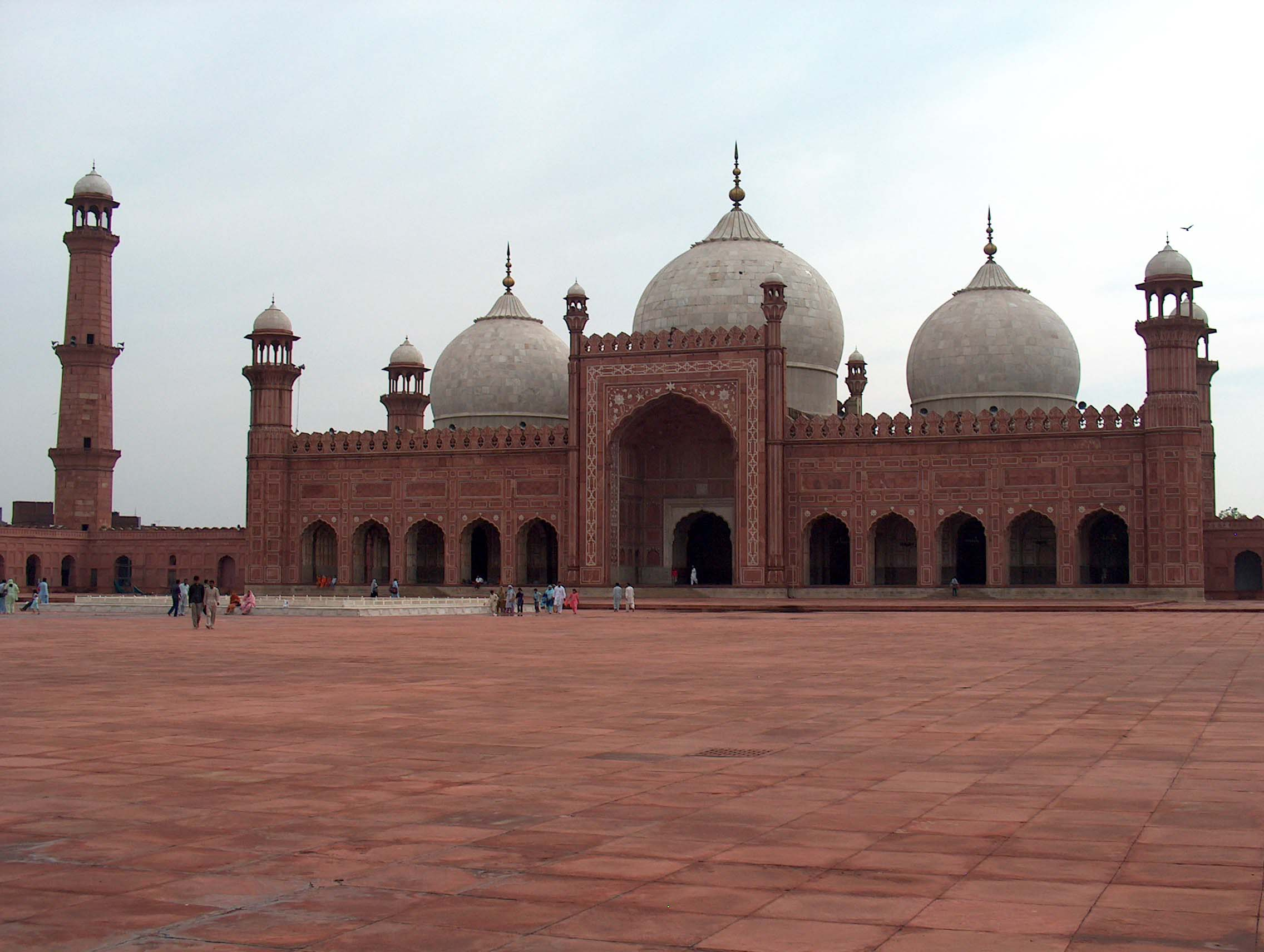
Badshahi Masjid

## Khí hậu
Lahore có khí hậu bán hoang mạc (Phân loại khí hậu Köppen BSh), không nhận đủ lượng mưa để tạo ra khí hậu cận nhiệt đới ẩm. Tháng nóng nhất là tháng 6, nơi nhiệt độ thường xuyên vượt quá 45 °C (113 °F). Mùa gió mùa bắt đầu vào cuối tháng 7, và những tháng ẩm ướt nhất là tháng 7 và tháng 8, với lượng mưa lớn và giông bão vào buổi tối với khả năng xuất hiện mây mù và lũ quét. Tháng mát nhất là tháng Giêng, với sương mù dày đặc.
Thành phố có nhiệt độ cao kỷ lục là 50,4 °C (122,7 °F), được ghi nhận vào ngày 5 tháng 6 năm 2003. 48 °C (118 °F) Được ghi vào 10 tháng 06 năm 2007. Vào thời điểm văn phòng khí tượng ghi lại nhiệt độ chính thức này trong bóng râm, nó đã báo cáo chỉ số nhiệt dưới ánh sáng mặt trời trực tiếp của 55 °C (131 °F). Lượng trong 24h cao nhất là 221 milimét (8,7 in), được ghi nhận vào 16 tháng 7 năm 2011.
| Dữ liệu khí hậu của Lahore (1961–1990), extremes (1931–2018) | Dữ liệu khí hậu của Lahore (1961–1990), extremes (1931–2018) | Dữ liệu khí hậu của Lahore (1961–1990), extremes (1931–2018) | Dữ liệu khí hậu của Lahore (1961–1990), extremes (1931–2018) | Dữ liệu khí hậu của Lahore (1961–1990), extremes (1931–2018) | Dữ liệu khí hậu của Lahore (1961–1990), extremes (1931–2018) | Dữ liệu khí hậu của Lahore (1961–1990), extremes (1931–2018) | Dữ liệu khí hậu của Lahore (1961–1990), extremes (1931–2018) | Dữ liệu khí hậu của Lahore (1961–1990), extremes (1931–2018) | Dữ liệu khí hậu của Lahore (1961–1990), extremes (1931–2018) | Dữ liệu khí hậu của Lahore (1961–1990), extremes (1931–2018) | Dữ liệu khí hậu của Lahore (1961–1990), extremes (1931–2018) | Dữ liệu khí hậu của Lahore (1961–1990), extremes (1931–2018) | Dữ liệu khí hậu của Lahore (1961–1990), extremes (1931–2018) |
| Tháng                                                        | 1                                                            | 2                                                            | 3                                                            | 4                                                            | 5                                                            | 6                                                            | 7                                                            | 8                                                            | 9                                                            | 10                                                           | 11                                                           | 12                                                           | Năm                                                          |
| ------------------------------------------------------------ | ------------------------------------------------------------ | ------------------------------------------------------------ | ------------------------------------------------------------ | ------------------------------------------------------------ | ------------------------------------------------------------ | ------------------------------------------------------------ | ------------------------------------------------------------ | ------------------------------------------------------------ | ------------------------------------------------------------ | ------------------------------------------------------------ | ------------------------------------------------------------ | ------------------------------------------------------------ | ------------------------------------------------------------ |
| Cao kỉ lục °C (°F)                                           | 27.8 (82.0)                                                  | 33.3 (91.9)                                                  | 37.8 (100.0)                                                 | 46.1 (115.0)                                                 | 48.3 (118.9)                                                 | 47.2 (117.0)                                                 | 46.1 (115.0)                                                 | 42.8 (109.0)                                                 | 41.7 (107.1)                                                 | 40.6 (105.1)                                                 | 35.0 (95.0)                                                  | 30.0 (86.0)                                                  | 48.3 (118.9)                                                 |
| Trung bình ngày tối đa °C (°F)                               | 19.8 (67.6)                                                  | 22.0 (71.6)                                                  | 27.1 (80.8)                                                  | 33.9 (93.0)                                                  | 38.6 (101.5)                                                 | 40.4 (104.7)                                                 | 36.1 (97.0)                                                  | 35.0 (95.0)                                                  | 35.0 (95.0)                                                  | 32.9 (91.2)                                                  | 27.4 (81.3)                                                  | 21.6 (70.9)                                                  | 30.8 (87.4)                                                  |
| Trung bình ngày °C (°F)                                      | 12.8 (55.0)                                                  | 15.4 (59.7)                                                  | 20.5 (68.9)                                                  | 26.8 (80.2)                                                  | 31.2 (88.2)                                                  | 33.9 (93.0)                                                  | 31.5 (88.7)                                                  | 30.7 (87.3)                                                  | 29.7 (85.5)                                                  | 25.6 (78.1)                                                  | 19.5 (67.1)                                                  | 14.2 (57.6)                                                  | 24.3 (75.8)                                                  |
| Tối thiểu trung bình ngày °C (°F)                            | 5.9 (42.6)                                                   | 8.9 (48.0)                                                   | 14.0 (57.2)                                                  | 19.6 (67.3)                                                  | 23.7 (74.7)                                                  | 27.4 (81.3)                                                  | 26.9 (80.4)                                                  | 26.4 (79.5)                                                  | 24.4 (75.9)                                                  | 18.2 (64.8)                                                  | 11.6 (52.9)                                                  | 6.8 (44.2)                                                   | 17.8 (64.0)                                                  |
| Thấp kỉ lục °C (°F)                                          | −2.2 (28.0)                                                  | 0.0 (32.0)                                                   | 2.8 (37.0)                                                   | 10.0 (50.0)                                                  | 14.0 (57.2)                                                  | 18.0 (64.4)                                                  | 20.0 (68.0)                                                  | 19.0 (66.2)                                                  | 16.7 (62.1)                                                  | 8.3 (46.9)                                                   | 1.7 (35.1)                                                   | −1.1 (30.0)                                                  | −2.2 (28.0)                                                  |
| Lượng mưa trung bình mm (inches)                             | 34.0 (1.34)                                                  | 31.6 (1.24)                                                  | 98.2 (3.87)                                                  | 19.7 (0.78)                                                  | 22.4 (0.88)                                                  | 122.3 (4.81)                                                 | 214.1 (8.43)                                                 | 204.9 (8.07)                                                 | 61.1 (2.41)                                                  | 12.4 (0.49)                                                  | 4.2 (0.17)                                                   | 13.9 (0.55)                                                  | 838.8 (33.04)                                                |
| Số giờ nắng trung bình tháng                                 | 218.8                                                        | 215.0                                                        | 245.8                                                        | 276.6                                                        | 308.3                                                        | 269.0                                                        | 227.5                                                        | 234.9                                                        | 265.6                                                        | 290.0                                                        | 259.6                                                        | 222.9                                                        | 3.034                                                        |
| Nguồn 1: NOAA (1961-1990)                                    |                                                              |                                                              |                                                              |                                                              |                                                              |                                                              |                                                              |                                                              |                                                              |                                                              |                                                              |                                                              |                                                              |
| Nguồn 2: PMD                                                 |                                                              |                                                              |                                                              |                                                              |                                                              |                                                              |                                                              |                                                              |                                                              |                                                              |                                                              |                                                              |                                                              |

## Kinh tế
Trung tâm của nền kinh tế của Lahore là Sở giao dịch chứng khoán Lahore (LSE), đây là sở giao dịch lớn thứ hai ở Pakistan, sau Sở giao dịch chứng khoán Karachi (KSE). Lahore có văn phòng của các công ty lớn như Deewan Motors, Habib Bank, Pakistan State Oil và Lever Brothers. Lahore cũng có nhiều công ty IT lớn nằm ở một công viên công nghệ thông tin gần Sân bay quốc tế Allama Iqbal, xuất khẩu phần mềm chiếm 70% giá trị toàn quốc.